# Zariadris
Zariadris (altgriechisch Ζαρίαδρις, auch Zariadres; † um 163 v. Chr.) aus der Dynastie der Orontiden war der Begründer des im Osten der heutigen Türkei gelegenen hellenistischen Königreichs Sophene.
Zariadris war wahrscheinlich ein Sohn des armenischen Königs Xerxes. Um 202 v. Chr. wurde sein Vater von dessen Ehefrau Antiochis, einer Schwester des Seleukiden Antiochos III., ermordet. Antiochos setzte daraufhin zwei seiner Generäle, Zariadris und dessen Verwandten Artaxias, als Statthalter in Armenien ein. Nach der seleukidischen Niederlage in der Schlacht bei Magnesia (190/189 v. Chr.) gegen die Römer machten sich die beiden selbständig und nahmen den Königstitel an. Zariadris herrschte seitdem im Königreich Sophene im Westen Armeniens und Artaxias im Osten Armeniens.
Zariadris, der sein Königreich deutlich vergrößert hatte, starb um 163 v. Chr. Artaxias von Armenien schlug daraufhin seinem kappadokischen Kollegen Ariarathes V. vor, die Söhne des Zariadris zu töten und die Sophene zwischen ihren beiden Reichen aufzuteilen. Ariarathes ließ Mithrobuzanes, der sich zu diesem Zeitpunkt an seinem Hof aufhielt, jedoch unbehelligt und dieser konnte die Nachfolge seines Vaters antreten. Nachkommen des Zariadris herrschten im Königreich Sophene bis zu seiner Zerschlagung durch den armenischen König Tigranes II. um 93 v. Chr.